# Per Karlsson
Per Karlsson (Stockholm, 2 januari 1986) is een Zweedse profvoetballer die doorgaans als verdediger speelt. Hij stroomde in 2003 door vanuit de jeugd van AIK Fotboll. Karlsson debuteerde in 2010 in het Zweeds voetbalelftal.

## Clubcarrière
Karlsson begon in de jeugd bij Vasalunds IF en kwam daarna bij AIK Fotboll. Hij debuteerde in 2004 voor AIK en nadat hij tweemaal verhuurd was, werd hij vanaf 2008 een vaste waarde bij AIK. In 2009 won hij met zijn club de Allsvenskan en de Svenska Cupen en in 2010 de Svenska Supercupen. Hij werd in 2013 uitgeroepen tot beste verdediger in de Allsvenskan. Karlsson speelde op 1 september 2019 zijn 300e competitiewedstrijd voor AIK

## Interlandcarrière
Karlsson debuteerde op 20 januari 2010 onder bodnscoach Erik Hamrén in het Zweeds voetbalelftal, in een met 0–1 gewonnen oefeninterland in en tegen Oman. Hij speelde op 15 januari 2015 zijn tweede interland, een vriendschappelijke wedstrijd tegen Ivoorkust die gespeeld werd in de Verenigde Arabische Emiraten.

## Erelijst
| Allsvenskan      | 2x | 2009, 2018 |
| Beker van Zweden | 1x | 2009       |
| Supercupen       | 1x | 2010       |